# Варнсторфія безкільцева
Варнсторфія безкільцева (Warnstorfia exannulata) — вид мохів порядку гіпнобрієвих (Hypnales).

## Поширення
Ареал охоплює такі частини світу: Європа, Північна Америка, Південна Америка, Азія, Австралія, Нова Зеландія.
Населяє в середньому багаті мінералами болота, навколо джерел, пізні снігові покриви, занурені в озера; від низьких до високих (0–4200 метрів).

## Характеристика

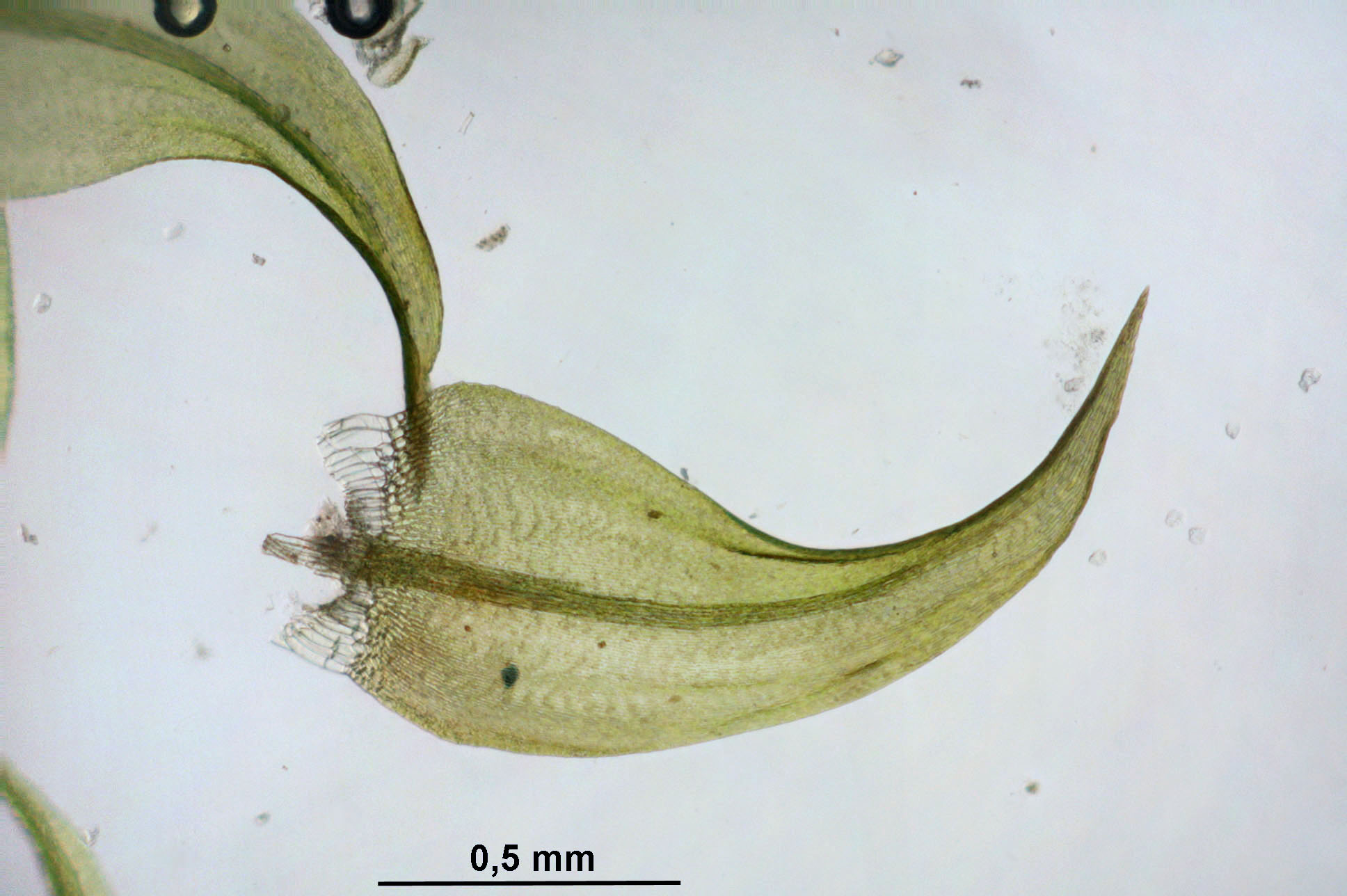

Рослини середнього розміру, зелені, жовтуваті чи з червоним вторинним пігментом. Стеблові листки яйцеподібні або яйцювато-трикутні, поступово звужені до верхівки; верхівка загострена.